# Station Knighton
Knighton is een spoorwegstation van National Rail in Knighton, South Shropshire in Engeland. Het station is eigendom van Network Rail en wordt beheerd door Transport for Wales. 